# Eahlstan
Eahlstan (auch Alfstan; † 867) war Bischof von Sherborne. Er wurde 824 zum Bischof geweiht und trat sein Amt im gleichen Jahr an. Er begleitete Æthelwulf, der im Auftrag seines Vaters Egbert handelte, bei seiner Eroberung von Kent 825. Er starb 867.